# UNIHI
UNIHIとは1989年頃に開発され、主に放送用に使われたカセット式ハイビジョンVTR。先進的なTCI記録方式をいち早く導入して、MUSE方式ハイビジョン放送の最大解像度を非圧縮のアナログ記録で完全にカバーし、テープ使用量が通常放送用のベータカムVTRとほぼ同等（毎秒119.7mm）という経済性もあり、1989年から1997年までにハイビジョン制作された番組のほとんどで収録に使われた。

## 開発
多くの資料では、1989年にNHKエンジニアリングサービスと、国内家電メーカー10社が共同開発したとされているが、1988年6月16日の日刊工業新聞には、同月15日に日立と松下の両社が、それぞれNHKエンジニアリングサービスと共同で、業界初の2分の1インチカセット式ハイビジョンVTRを開発したことを発表したという記事が掲載されており、基本的な方式を開発したのは日立製作所だと思われる。UNIHI VTRは、回転ヘッドのシリンダー径が76mmである事や、映像トラックの延長上にリニアPCM音声を記録する事、フレーム単位のトラックピッチとテープ速度の比がほぼ同じであることなどから、松下電器（現：パナソニック）とNHKが1985年に開発したMIIVTRをベースにして開発されたと考えられる。
1996年発行の『ハイビジョンのすべて』（NHK出版）には、UNIHI VTRについて、開発当初はビデオシアター等でのハイビジョン再生を目的にした非放送系利用のものだったが、その後に性能が向上して、放送用として使われるようになったと記されている。また、1988年9月のソウルオリンピックの際にNHKが配布したパンフレットには、1988年中にビジネスユースのハイビジョンビデオカセットが実用化予定と記され、日刊工業新聞にも、業務用として来年発売予定で、会議やビデオシアターでの普及が期待されると記された。

### 背景
開発の背景として、それまでフィルムで上映されていた映画を、画質を落とさずにビデオカセットでも上映できるようにすることが考えられる。1980年代後半にはブラウン管プロジェクターの光量の関係で、既存の大きな映画館がビデオ上映を導入する可能性は低かったが、ハイビジョン上映機材の価格次第で、ビデオ上映専門の小規模な映画館が世界各地に新設されるとの期待があった。
映像情報メディア学会が作成した「電気のデジタル博物館」の記事によれば、UNIHI VTRは、NHKが1986年に作成した要求仕様に基づいて、NHKエンジニアリングサービスとメーカーが共同開発したものであり、その要求仕様は、ハイビジョンが放送以外の分野にも応用されて行く流れの中で、業務用VTRの要望が強くなった事を受けて作成されたものだった。しかし、掲載されている仕様書には、明らかに放送分野での使用を想定している項目もあることから、家庭用から業務用、放送用へと用途を拡げたU規格VTRを念頭に置いた幅のある要求仕様だったと考えられる。

## 仕様
UNIHIの規格ではVHSカセットより一回り大きい205×121×25mmのカセットに63分記録するものが唯一の仕様で、取材用の小型カセットや、スタジオ用の大型カセットは設定されなかった。20MHzの輝度信号と7MHzの色差信号を走査線単位で時分割多重して、1フィールド6トラックに振り分けて記録する複雑な処理は、デジタル回路を駆使して行われるが、記録波長は8ミリビデオやS-VHSよりも長く、メタルテープの高域特性で無理のない記録が出来た。一方、24.8μmというトラックピッチは、放送用に使われたアナログVTRでは、非常に狭いものだったが、ダビング画質を低下させるクロストークノイズをゼロにすべく、20μmの有効トラック幅と、4.8μmのガードバンドが規定されていた。

## 使用上の注意
ロケ収録などに使われるポータブルUNIHIには、全ての機種が白黒の簡易再生機能しかなかったため、ロケ地の宿泊先などにスタジオ機を持ち込んで収録内容を確認する必要があった。
またポータブルUNIHIは、水平に置いて使うように設計されていたために、垂直にした状態では動作保証がなく、1995年の阪神・淡路大震災発生時は、手押し車にポータブルUNIHIを載せて撮影が行われた。
動画部と静止画部の間に解像度差があるMUSE方式では、画面全体が一方向に動くために視覚的解像度が低下しない動画に対しては、エンコーダーが検出した画面の動きベクトルに応じた動き補正を行う事で、静止画に近い解像度が得られる様になっている。カメラが位置を変えずに方向だけ変えた時の画面の動きは、被写体の立体性を反映しない平面図形が、画角に応じて移動、変形いたものになるので、4フレームに1フレームずつ伝送される画像と、フレームごと（2フィールド間隔）の動きベクトルの値から、伝送されない途中の3フレームを合成出来る。それに対して、カメラが移動した時の画面の動きは、カメラからの距離によって動く早さがまちまちな上に、正面から見えなかった側面が見えたりするので、1画面に1本の動きベクトルを検出することができない。三脚をしっかり設置して撮影しなければ高精細な映像が得られないことから、ロケ用VTRも、機動性よりも、安定した設置状態でのトラッキングの確実性を優先した設計になったと考えられる。

## 技術的可能性
UNIHIの24.8μmというトラックピッチは、テープ上で水平同期信号の記録位置をそろえる（H並べをする）ために最適な長さとして選ばれた。UNIHIの仕様では、テープ上に斜めに並ぶ映像トラックの図形的なずれは、1フレームあたり3走査線分になる（1フレーム12トラックに記録する走査線をTCI処理で約1060本にした場合）。これはVHSの標準モードと同じで、H並べのし易い値となる。映像信号を電気的に時間補正すれば、どんなトラックピッチでもH並べは可能だが、1フレーム分のトラックのずれが、走査線長の整数倍になっていない場合は、時間補正のための信号処理が非常に複雑になる（1991年7月に、ソニー、松下、日立の3社が提案した家庭用ハイビジョンVTRの統一仕様がこれにあたる）。24.8μmでのずれが3ラインなら、33μmでは4ライン、41μmなら5ラインのずれになる。41μmでは63分の記録時間が38分になるが、仮にD3VTRの小型カセットを使った場合、11μm厚のテープで27分、10μm厚なら30分記録できる。

## 現在
アメリカのATVに、1080i/59.94fが採用された後も、1035i/60fのままだったUNIHIは、1998年の長野オリンピックを境にほとんど使用されなくなった（現在のスポーツ中継のスロー再生は全てハードディスク記録）。10年近くの間にUNIHIで収録された多数の番組が、デジタル放送で再放送される機会も非常に少なかった。MUSE受信機が普及した後期の番組は、フォーカスを加減したようなものもあるが、1994年のリレハンメルオリンピックや、1995年の阪神・淡路大震災の映像は、解像度や精細感が長野オリンピック以降のものに劣っていない。